# 滨海尼约勒
滨海尼约勒（法語：Nieul-sur-Mer，法語發音：[njœl syʁ mɛʁ]）是法国滨海夏朗德省的一个市镇，位于该省西北部，大西洋海滨，属于拉罗谢尔区。

## 地理
滨海尼约勒（46°12'24"N, 1°9'49"W）面积10.96 平方千米，位于法国新阿基坦大区滨海夏朗德省，该省份为法国西部滨海省份，北起旺代省，西临大西洋，南至吉倫特省，东南接多爾多涅省，东北接德塞夫勒省接壤，东临夏朗德省。
与滨海尼约勒接壤的市镇（或旧市镇、城区）包括：卢莫、拉戈尔、马尔西伊、皮爾博羅、圣桑德尔。
滨海尼约勒的时区为UTC+01:00、UTC+02:00（夏令时）。

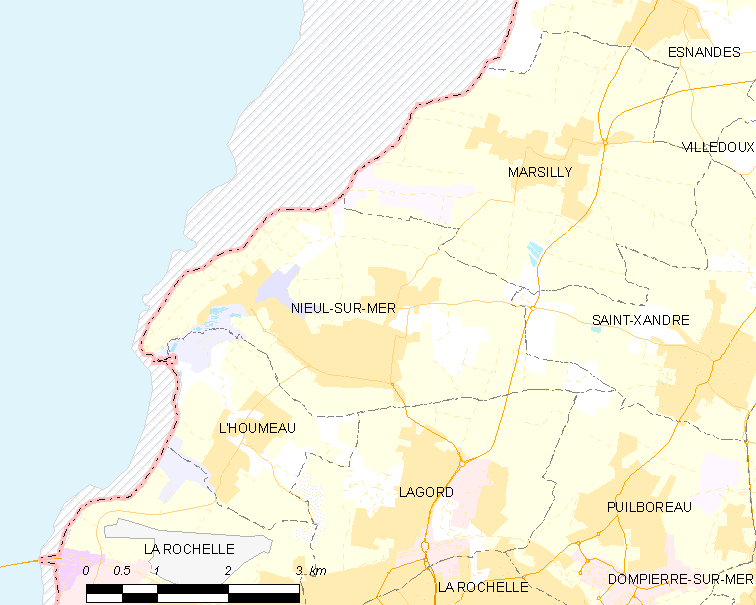
滨海尼约勒的OSM定位图

## 行政
滨海尼约勒的邮政编码为17137，INSEE市镇编码为17264。

## 政治
滨海尼约勒所属的省级选区为拉戈尔县。

## 交通
拉罗谢尔城市公共交通下属的公交11路可直达境内。

## 人口

1962-2008年间滨海尼约勒人口变化图示

滨海尼约勒于2022年1月1日时的人口数量为5805人。